# حمام العين (القدس)
حمام العين هو حمام أثري يعود تاريخه إلى العصر المملوكي في فلسطين. يقع داخل أسوار البلدة القديمة لمدينة القدس، في سوق القطانين من الجهة الغربية بالحي الإسلامي. أنشأه الأمير سيف الدين تنكز الناصري في سنة 1337، في عهد السلطان الناصر محمد بن قلاوون. وهو واحد من حمامين إثنين باقيين في البلدة القديمة إلى الآن، غير إنه قد أهمل مؤخراً ولم يعد مستخدماً.